# Мартин, Джордж Реймонд Ричард
Джордж Ре́ймонд Ри́чард Ма́ртин (англ. George Raymond Richard Martin; род. 20 сентября 1948, Бейонн, Нью-Джерси, США) — американский писатель-фантаст, сценарист, продюсер и редактор, лауреат многих литературных премий. В 1970—1980-е годы получил известность благодаря рассказам и повестям в жанре научной фантастики, литературы ужасов и фэнтези. Наибольшую славу ему принес выходящий с 1996 года фэнтезийный цикл «Песнь льда и огня», позднее экранизированный компанией HBO в виде популярного телесериала «Игра престолов». С 2011 года Мартин пишет роман «Ветра зимы» (шестую часть цикла), в планах седьмая и последняя часть — «Грёзы о весне». «Песнь льда и огня» дала литературным критикам основания называть Мартина «американским Толкином». В 2011 году журнал Time включил Джорджа Мартина в свой список самых влиятельных людей в мире. В 2022 году огромную популярность снискал телесериал «Дом Дракона», экранизация книги Мартина «Пламя и кровь».

## Биография
Джордж Мартин родился 20 сентября 1948 года в Бейонне (штат Нью-Джерси, США), в семье портового грузчика Реймонда Колинза Мартина и Маргарет Брэди Мартин. У Мартина есть две сестры, Дарлин Мартин-Лапински и Джанет Мартин-Паттен.
Посещал начальную школу Мэри Джейн Донахью и старшую школу Мэрист-Хай-Скул в Бейонне. С детства увлекался чтением, писал и продавал страшные истории соседским детям. В старших классах стал поклонником и коллекционером комиксов, а также начал писать для любительских фэнзинов.
В Северо-Западном университете в Эванстоне (Иллинойс) получил степени бакалавра (1970) и магистра (1971) по журналистике. В то же время написал и опубликовал в февральском номере журнала «Galaxy Science Fiction» за 1971 год свой первый рассказ — «Герой» («The Hero»).
В 1972—1974 годах проходил по принципиальным соображениям альтернативную гражданскую службу в рамках программы AmeriCorps VISTA при Фонде юридической помощи округа Кук. В 1973—1976 годах занимался проведением шахматных турниров для Континентальной шахматной ассоциации. В 1976—1978 годах преподавал журналистику в колледже Кларка (ныне университет Кларка) в городе Дубьюк (штат Айова).
В восьмидесятых годах переехал в Голливуд, где долгое время работал как сценарист (к примеру, в сериале «Красавица и чудовище»), редактор (сериал «Сумеречная зона»), продюсер (сериал Doorways).
Мартин долгое время считал современное фэнтези несерьёзной литературой, хотя и положительно отзывался о «Властелине колец» Джона Толкина. Его предубеждение разрушилось благодаря книгам двух писателей: Тэда Уильямса (а именно, его циклу «Память, Скорбь и Тёрн») и Джека Вэнса. После этого Джордж решил взяться за новый жанр и добился в нём значительного успеха. Серия «Песнь льда и огня» принесла ему всемирную славу.
Живёт в Санта-Фе (Нью-Мексико).
В 2014 году в интервью писатель сообщил, что пишет свои книги, используя редактор WordStar 4.0 — приложение, выпущенное в 1987 году.
В 2015 году снялся в роли самого себя в телефильме «Акулий торнадо 3».

### Личная жизнь

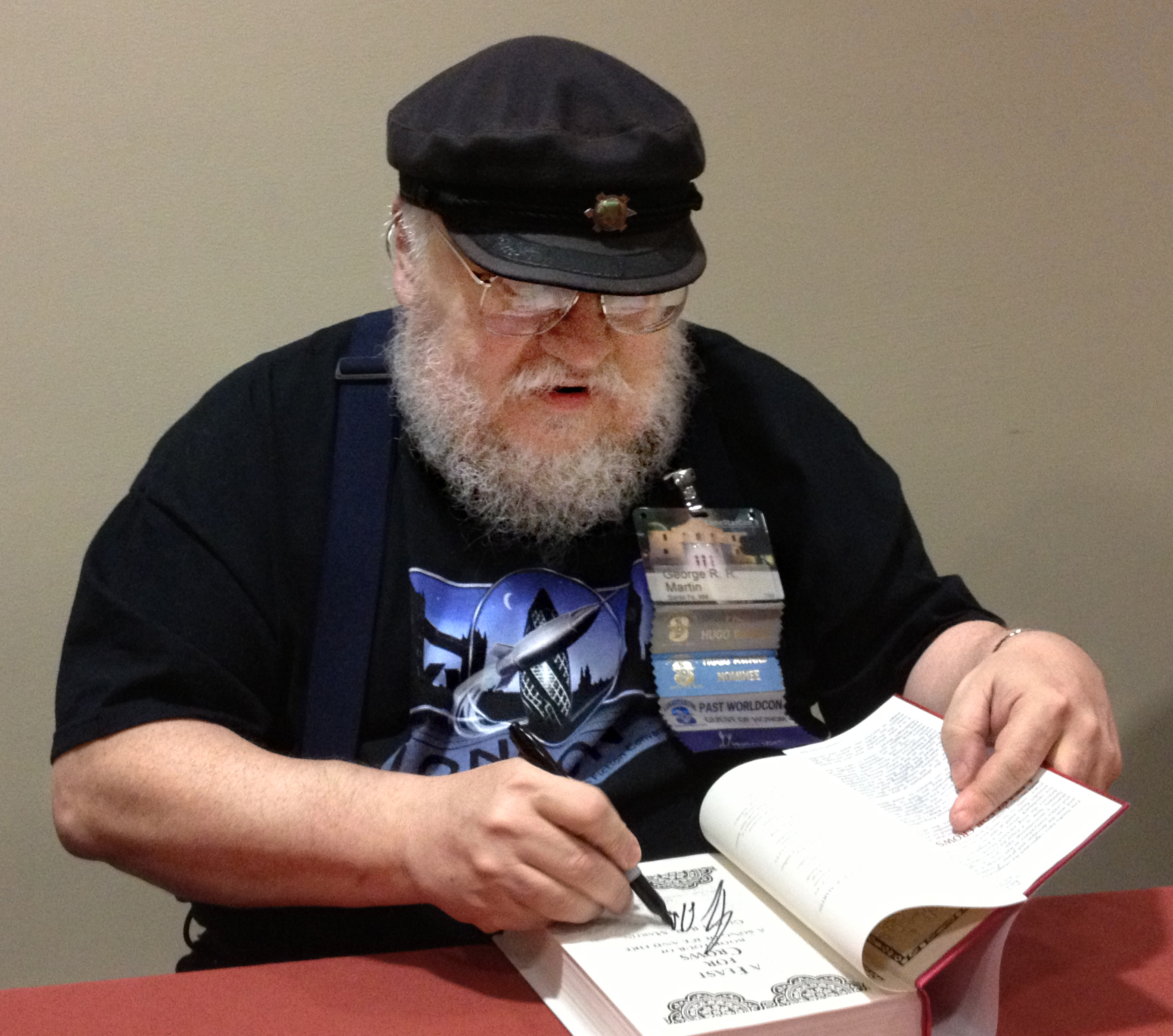
Джордж Мартин на фестивале Worldcon в Сан-Антонио.

В 1973—1974 годах Мартин встречался с писательницей Лизой Татл, в соавторстве с которой написал повесть «Шторм в Гавани Ветров» (1975), позже переработанную в роман «Гавань Ветров» (1981). В 1974 году Мартин женился на Гейл Берник (англ. Gale Burnick), с которой развёлся в 1979 году. В этот период он вёл достаточно бурную жизнь и пользовался вниманием поклонниц фантастики: по его воспоминаниям, со своей будущей второй женой Пэрис Макбрайд он познакомился в 1975 году, когда она явилась на вечеринку «в женской сауне» с участием Мартина и его друзей. Джордж Мартин жил с Пэрис Макбрайд в незарегистрированном браке в течение тридцати с лишним лет. 15 февраля 2011 года Мартин обручился с Пэрис в домашней церемонии в их доме в Санта-Фе. В августе того же года они провели ещё одну, большую по масштабам и количеству приглашенных церемонию на фестивале Worldcon в Рино. Детей нет.
Во время жизни в Нью-Джерси в 1970-е годы Джордж Мартин и его соседи по квартире держали кошек. Один из этих котов, Дакс (англ. Dax), был выведен в серии повестей «Путешествия Тафа» как кот главного героя. Джордж и Пэрис оказывают финансовую поддержку приюту для диких животных Wild Spirit Wolf Sanctuary в Нью-Мексико. В 2013 году Мартин приобрел в Санта-Фе кинотеатр Jean Cocteau Cinema, закрытый с 2006 года, и отреставрировал его за свой счёт; кинотеатр вновь открылся 9 августа 2013 года. Он также оказывал поддержку местной арт-группе Meow Wolf, пожертвовав в январе 2015 года 2,7 миллиона долларов на архитектурный проект The House of Eternal Return. Мартин является поклонником американского футбола и бейсбола: он болеет за клубы «Нью-Йорк Джетс» и «Нью-Йорк Метс». Мартин был крещён в католической вере и считает себя непрактикующим католиком, хотя на вопрос о религиозных взглядах отвечал, что предлагает считать себя атеистом или агностиком.
Джордж Мартин выступает за феминизм и равенство полов. «Для меня быть феминистом, это значит относиться к мужчинам и женщинам одинаково. Я воспринимаю мужчин и женщин как людей. Да, с некоторыми различиями. Но многие различия созданы культурой, в которой мы все живём, средневековая она или западная, сегодняшнего века», говорит он.

## Редактор
- New Voices
  - New Voices 1: The Campbell Award Nominees, 1977 (aka New Voices in Science Fiction);
  - New Voices 2: The Campbell Award Nominees, 1979;
  - New Voices 3: The Campbell Award Nominees, 1980;
  - New Voices 4: The John W. Campbell Award Nominees, 1981;
  - New Voices 5 (aka John W. Campbell Awards Volume 5), 1984;
  - New Voices 6 (aka John W. Campbell Awards Volume 6), 1987
- The Science Fiction Weight-Loss Book, 1983 (co-edited w/Isaac Asimov & Martin Harry Greenberg);
- Night Visions
  - Night Visions 1: The Hellbound Heart, 1987 (редактор, автор);
  - Night Visions 3, 1986 (редактор);
  - Night Visions 5, 1987 (aka The Skin Trade) (автор)
- Wild Cards
  - Wild Cards 1: Wild Cards, 1987;
  - Wild Cards 2: Aces High, 1987;
  - Wild Cards 3: Jokers Wild, 1987;
  - Wild Cards 4: Aces Abroad, 1988;
  - Wild Cards 5: Down and Dirty, 1988;
  - Wild Cards 6: Ace in the Hole, 1990;
  - Wild Cards 7: Dead Man’s Hand, 1990 (совместно с Джоном Дж. Миллером);
  - Wild Cards 8: One-Eyed Jacks, 1991;
  - Wild Cards 9: Jokertown Shuffle, 1991;
  - Wild Cards 10: Double Solitaire, 1992;
  - Wild Cards 11: Dealer’s Choice, 1992;
  - Wild Cards 12: Turn of the Cards, 1993;
  - Wild Cards Mosaic: New Cycle
    - Card Sharks (Wild Cards 13), 1993 (Wild Cards New Cycle 1);
    - Marked Cards (Wild Cards 14), 1994 (Wild Cards New Cycle 2);
    - Black Trumps (Wild Cards 15), 1995 (Wild Cards New Cycle 3);

  - Wild Cards 16: Deuces Down, 2002;
  - Wild Cards 17: Death Draws Five, 2006 (совместно с Джоном Дж. Миллером);
  - Wild Cards: The Next Generation
    - Insight Straight (Wild Cards 18), 2008;
    - Busted Flush (Wild Cards 19), 2008;
    - Suicide Kings (Wild Cards 20), 2009[24];
    - Fort Freak (Wild Cards 21), 2011
    - Lowball (Wild Cards 22), 2014

## Телепостановки (сняты)
- Эпизоды «Сумеречной зоны» (Twilight Zone)
  - «Последний защитник Камелота» («The Last Defender of Camelot»), 1986 (основан на повести Роджера Желязны, номинирован на WGA Award как лучший телесценарий/антология, 1986).
  - «Король прошлого и будущего» («The Once and Future King»), 1986 (по рассказу Брайса Маритано)
  - «Потерянные и найденные» («Lost and Found»), 1986 (по повести Филлис Эйзенштейн)
  - «Игрушки Калибана» («The Toys of Caliban»), 1986 (по рассказу Терри Матца)
  - «Дорога, по которой никто не путешествует» («The Road Less Travelled»), 1986 (оригинальный сценарий)
- Эпизоды «Красавицы и Чудовища» (Beauty and the Beast)
  - «Terrible Savior» (1987)
  - «Masques» (1987)
  - «Shades of Grey» (1988) with David Peckinpah.
  - «Promises of Someday» (1988)
  - «Ozymandias» (1988)
  - «Dead of Winter» (1988)
  - «Brothers» (1989)
  - «When the Blue Bird Sings» (1989) with Robert John Guttke
  - «A Kingdom by the Sea» (1989)
  - «Ceremony of Innocence» (1989)
  - «Snow» (1989)
  - «Beggar’s Comet» (1990)
  - «Invictus» (1990)
- Пилотные выпуски
  - «Порталы» («Doorways») — пробный выпуск для сети ABC, Columbia Pictures, написан в 1991, снят в 1992, выпущен на видео в 1993.

### Телепостановки (не сняты)
- «Xmas» — оригинальный телеспектакль, Макс Хэдрум, 1987. Готовился к постановке, когда сериал был отменен.
- «Black Cluster» — пилотный выпуск телесериала для ABC, Columbia Pictures, 1990. Не производился.
- «The Survivors» — двухчасовой пилотный выпуск для CBS, Trilogy Entertainment, 1992. Не снят.
- «Deep in the Heart» — запасной сценарий для «Doorways», 1992.
- «Starport» — двухчасовой пилот для Fox, Columbia Pictures Television, 1994. Не снят.

### Сценарии (не сняты)
- Fadeout — полнометражный сценарий, Wildstreet Pictures, 1990.
- Wild Cards — полнометражный сценарий, написан совместно с Мелиндой М. Снодграсс, основано на антологии и романе-мозаике «Дикие Карты», Hollywood Pictures/ Disney Studio, 1993—1995.
- A Princess of Mars — полнометражный сценарий, написан совместно с Мелиндой М. Снодграсс, основан на рассказе Берроуза, Hollywood Pictures/ Disney Studio, 1993-94.

### Рассказы, адаптированные для кино и телевидения
- «Вспоминая Мелоди» (англ. Remembering Melody) — эпизод из «The Hitchhiker», HBO, ноябрь 1984.
- «Ночной полёт» — художественный фильм, Vista Films 1987, сценарий Роберта Яффе, режиссёр — Роберт Коллектор.
- «Песчаные короли» — двухчасовой телефильм для сериала «За гранью возможного», Showtime, 1995, сценарий Мелинды М. Снодграсс.
- «Летящие сквозь ночь» — телесериал, Syfy, 2018.
- «В потерянных землях» — фильм, премьеры запланирована на 28 февраля 2025 года.[25].

### Сценарий к видеоиграм
- Elden Ring — видеоигра, разработанная японской компанией FromSoftware.

## Премии и награды
| Год  | Премия                            | номинация                                 | Название произведения                     | Результат | Примечание |
| ---- | --------------------------------- | ----------------------------------------- | ----------------------------------------- | --------- | ---------- |
| 1974 | Nebula                            | рассказ                                   | Мистфаль приходит утром, 1973 г.          | Номинация | [ 26 ]     |
| 1974 | Hugo                              | рассказ                                   | Мистфаль приходит утром, 1973 г.          | Номинация | [ 27 ]     |
| 1975 | Nebula                            | повесть                                   | Песнь о Лии, 1974 г.                      | Номинация | [ 28 ]     |
| 1975 | Hugo                              | повесть                                   | Песнь о Лии, 1974 г.                      | Победа    | [ 29 ]     |
| 1975 | Jupiter                           | повесть                                   | Песнь о Лии, 1974 г.                      | Номинация |            |
| 1975 | Locus                             | повесть                                   | Песнь о Лии, 1974 г.                      | 2 место   |            |
| 1976 | Nebula                            | повесть                                   | Шторм в Гавани Ветров, 1975 г.            | Номинация | [ 30 ]     |
| 1976 | Hugo                              | короткая повесть                          | …И берегись двуногого кровь пролить, 1975 | Номинация | [ 30 ]     |
| 1976 | Hugo                              | повесть                                   | Шторм в Гавани Ветров, 1975 г.            | Номинация | [ 31 ]     |
| 1976 | Locus                             | повесть                                   | Шторм в Гавани Ветров, 1975 г.            | Победа    |            |
| 1977 | Locus                             | сборники                                  | Сборник Песнь о Лии                       | Победа    |            |
| 1978 | Nebula                            | короткая повесть                          | Каменный город, 1977 г.                   | Номинация | [ 32 ]     |
| 1978 | Hugo                              | роман                                     | Умирающий свет, 1977 г.                   | Номинация | [ 33 ]     |
| 1979 | British Fantasy                   | роман                                     | Умирающий свет, 1977 г.                   | Номинация |            |
| 1980 | Hugo                              | рассказ                                   | Путь креста и дракона, 1979 г.            | Победа    | [ 34 ]     |
| 1980 | Hugo                              | короткая повесть                          | Песчаные короли, 1979 г.                  | Победа    | [ 34 ]     |
| 1980 | Nebula                            | рассказ                                   | Путь креста и дракона, 1979 г.            | Номинация | [ 35 ]     |
| 1980 | Nebula                            | короткая повесть                          | Песчаные короли, 1979 г.                  | Победа    | [ 35 ]     |
| 1980 | Locus                             | рассказ                                   | Путь креста и дракона, 1979 г.            | Победа    |            |
| 1980 | Locus                             | повесть                                   | Песчаные короли, 1979 г.                  | Победа    |            |
| 1980 | British Fantasy                   | короткая повесть                          | Песчаные короли, 1979 г.                  | Номинация |            |
| 1980 | Analog Readers                    | серия романов или повесть                 | Летящие сквозь ночь, 1980 г.              | Победа    | [ 36 ]     |
| 1980 | Analog Readers                    | повесть или короткая повесть              | Однокрылые, 1980 г.                       | Победа    | [ 36 ]     |
| 1981 | Hugo                              | повесть                                   | Летящие сквозь ночь, 1980 г.              | Номинация | [ 37 ]     |
| 1981 | Hugo                              | повесть                                   | Однокрылые, 1980 г.                       | Номинация | [ 37 ]     |
| 1981 | Locus                             | повесть                                   | Летящие сквозь ночь, 1980 г.              | Победа    |            |
| 1982 | Hugo                              | короткая повесть                          | Хранители, 1981 г.                        | Номинация |            |
| 1982 | Locus                             | сборник                                   | Сборник Короли-пустынники                 | Победа    |            |
| 1982 | Locus                             | короткая повесть                          | Хранители, 1981 г.                        | Победа    |            |
| 1983 | Nebula                            | повесть                                   | Тупиковый вариант, 1982 г.                | Номинация | [ 38 ]     |
| 1983 | Hugo                              | повесть                                   | Тупиковый вариант, 1982 г.                | Номинация | [ 39 ]     |
| 1983 | Locus                             | повесть                                   | Тупиковый вариант, 1982 г.                | Номинация |            |
| 1983 | World Fantasy                     | роман                                     | Грёзы Февра, 1982 г.                      | Номинация |            |
| 1983 | Seiun                             | рассказ                                   | Летящие сквозь ночь, 1980 г.              | Победа    |            |
| 1984 | Балрог                            | роман                                     | Шум Армагеддона, 1983 г.                  | Победа    |            |
| 1984 | Nebula                            | короткая повесть                          | Лечение мартышками, 1983 г.               | Номинация | [ 40 ]     |
| 1984 | Hugo                              | короткая повесть                          | Лечение мартышками, 1983 г.               | Номинация | [ 41 ]     |
| 1984 | Locus                             | короткая повесть                          | Лечение мартышками, 1983 г.               | Победа    |            |
| 1984 | World Fantasy                     | роман                                     | Шум Армагеддона, 1983 г.                  | Номинация |            |
| 1986 | Nebula                            | короткая повесть                          | Портреты его детей, 1985 г.               | Победа    |            |
| 1986 | Hugo                              | короткая повесть                          | Портреты его детей, 1985 г.               | Номинация |            |
| 1986 | Analog Readers                    | повесть или короткая повесть              | Портреты его детей, 1985 г.               | Победа    |            |
| 1986 | Analog Readers                    | повесть или короткая повесть              | Манна небесная, 1985 г.                   | 2 место   |            |
| 1986 | Science Fiction Chronicle Readers | короткая повесть                          | Портреты его детей, 1985 г.               | Победа    |            |
| 1987 | World Fantasy                     | сборники                                  | Night Visions 3                           | Номинация |            |
| 1987 | Writers Guild                     | телепередача                              | Красавица и чудовище                      | Номинация |            |
| 1987 | Gigamesh                          | сборники                                  | Песни, которые поют мертвецы              | Победа    |            |
| 1987 | Daedelus                          | роман                                     | Дикие карты, 1987 г.                      | Победа    |            |
| 1988 | Hugo                              | другие                                    | Дикие карты (цикл)                        | Номинация |            |
| 1988 | World Fantasy                     | повесть                                   | Человек-в-форме-груши, 1987 г.            | Номинация |            |
| 1988 | Bram Stoker                       | повесть                                   | Человек-в-форме-груши, 1987 г.            | Победа    |            |
| 1988 | Emmy                              | драматический сериал                      | Красавица и чудовище                      | Номинация |            |
| 1989 | Bram Stoker                       | короткая повесть                          | Шесть серебряных пуль, 1988 г.            | Номинация |            |
| 1989 | Emmy                              | драматический сериал                      | Красавица и чудовище                      | Номинация |            |
| 1989 | Gigamesh                          | роман                                     | Путешествия Тафа, 1986 г.                 |           |            |
| 1997 | Nebula                            | повесть                                   | Кровь Дракона, 1996 г.                    | Номинация | [ 42 ]     |
| 1997 | Hugo                              | повесть                                   | Кровь Дракона, 1996 г.                    | Победа    |            |
| 1997 | World Fantasy                     | роман                                     | Игра Престолов, 1996 г.                   | Номинация |            |
| 1997 | World Fantasy                     | повесть                                   | Кровь Дракона, 1996 г.                    | Номинация |            |
| 1997 | HOMer                             | повесть                                   | Кровь Дракона, 1996 г.                    | Номинация |            |
| 1997 | Locus                             | фэнтезийный роман                         | Игра Престолов, 1996 г.                   | Победа    |            |
| 1998 | Nebula                            | роман                                     | Игра Престолов, 1996 г.                   | Номинация |            |
| 1999 | World Fantasy                     | повесть                                   | Межевой рыцарь, 1998 г.                   | Номинация |            |
| 1999 | Locus                             | фэнтезийный роман                         | Битва Королей, 1998 г.                    | Победа    |            |
| 2000 | Nebula                            | роман                                     | Битва Королей, 1998 г.                    | Номинация |            |
| 2000 | SF Site Readers                   | фэнтезийная книга                         | Битва Королей, 1998 г.                    | Победа    |            |
| 2001 | Hugo                              | роман                                     | Буря мечей, 2000 г.                       | Номинация |            |
| 2001 | Locus                             | фэнтезийный роман                         | Буря мечей, 2000 г.                       | Победа    |            |
| 2001 | SF Site Readers                   | роман                                     | Буря мечей, 2000 г.                       | Победа    |            |
| 2001 | Seiun                             | short story                               | Лишь за одно вчера, 1975 г.               | Номинация |            |
| 2002 | Nebula                            | роман                                     | Буря мечей, 2000 г.                       | Номинация |            |
| 2002 | Geffen                            | фэнтези                                   | Буря мечей, 2000 г.                       | Победа    |            |
| 2003 | Ignotus                           | фэнтезийный роман                         | Игра Престолов, 1996 г.                   | Победа    |            |
| 2004 | World Fantasy                     | сборники                                  | GRRM: A RRetrospective                    | Номинация |            |
| 2004 | International Horror Guild        | сборники                                  | GRRM: A RRetrospective                    | Номинация |            |
| 2004 | Ignotus                           | роман                                     | Битва Королей, 1998 г.                    | Победа    |            |
| 2004 | Ignotus                           | рассказ                                   | Ледяной дракон, 1980 г.                   | Победа    |            |
| 2005 | Seiun                             | рассказ                                   | Ледяной дракон, 1980 г.                   | Номинация |            |
| 2006 | Hugo                              | роман                                     | Пир стервятников, 2005 г.                 | Номинация |            |
| 2006 | British Fantasy                   | роман                                     | Пир стервятников, 2005 г.                 | Номинация |            |
| 2006 | Quill                             | фэнтези                                   | Пир стервятников, 2005 г.                 | Номинация |            |
| 2006 | Seiun                             | другие                                    | Путешествия Тафа, 1986 г.                 | Номинация |            |
| 2006 | SF Site Readers                   | фэнтезийная книга                         | Пир стервятников, 2005 г.                 | 2 место   |            |
| 2006 | Locus                             | фэнтезийный роман                         | Пир стервятников, 2005 г.                 | 2 место   |            |
| 2008 | Xatafi-Cyberdark                  | иностранная книга                         | Пир стервятников, 2005 г.                 | Номинация |            |
| 2010 | Locus                             | антология                                 | Песни Умирающей Земли, 2009 г.            | 3 место   |            |
| 2011 | Locus                             | антология                                 | Воины, 2010 г.                            | Победа    |            |
| 2011 | Locus                             | повесть                                   | Таинственный рыцарь, 2010 г.              | 3 место   |            |
| 2012 | Hugo                              | роман                                     | Танец с драконами, 2011 г.                | Номинация |            |
| 2012 | British Fantasy                   | роман                                     | Танец с драконами, 2011 г.                | Номинация |            |
| 2012 | Locus                             | фэнтезийный роман                         | Танец с драконами, 2011 г.                | Победа    |            |
| 2013 | Hugo                              | постановка                                | Игра престолов серия «Черноводная»        | Победа    |            |
| 2013 | Phantastik Preis                  | роман                                     | Танец с драконами, 2011 г.                | Номинация |            |
| 2013 | Geffen                            | фэнтезийная книга                         | Танец с драконами, 2011 г.                | Победа    |            |
| 2014 | Writers Guild                     | сценарий в эпизода драматического сериала | Игра престолов серия «Лев и Роза»         | Номинация |            |

## Цикл «Песнь Льда и Пламени»
Дж. Р. Р. Мартин является автором фэнтези-цикла «Песнь Льда и Огня». Из планируемых семи романов саги написаны и опубликованы к 2024 году пять: «Игра престолов», «Битва королей», «Буря мечей», «Пир стервятников» и «Танец с драконами». Шестой роман, «Ветра зимы», писатель планировал закончить в 2023 году. Известно и название последней части саги — «Грёзы о весне».
Действие романов происходит в псевдоисторическом мире, наиболее близком к Средневековой Европе XV века («Война Алой и Белой розы») Основным местом действия является материк Вестерос.
Кроме того, авторству Мартина принадлежат три написанные для разных антологий повести, действие которых также происходит в мире Песни, но за век до событий основной серии. Их героями является странствующий рыцарь Дункан и его оруженосец Эг. Это «Межевой рыцарь», «Присяжной рыцарь» и «Таинственный рыцарь».
В январе 2007 года компания HBO купила права на экранизацию цикла «Песнь Льда и Огня». Первый сезон сериала «Игра престолов» вышел в эфир весной 2011 года, собрав преимущественно положительные отзывы критиков; тогда же сериал был продлен на второй сезон. Некоторые ключевые роли в сериале играют кинозвезды: Шон Бин сыграл в первом сезоне роль Эддарда Старка, Питер Динклэйдж — Тириона Ланнистера. Второй сезон сериала вышел в апреле 2012 года. Почти сразу сериал был продлен на третий сезон, а 2014 году вышел четвёртый сезон сериала. Показ пятого сезона стартовал весной 2015 года. В 2016 году вышел шестой сезон сериала, причем до его премьеры сериал был продлен на седьмой сезон, который вышел в 2017 году. После премьеры шестого сезона сериал был продлен на финальный восьмой сезон, который вышел весной 2019 года.
Джордж Мартин является горячим поклонником Мориса Дрюона и его романов из серии «Проклятые короли». В 2009 году, в заметке для газеты The Guardian он выражал сожаление, что при жизни Дрюона так и не нашёл времени, чтобы встретиться с ним и пожать ему руку. Мартин считает Дрюона величайшим французским автором исторических романов, после Александра Дюма-отца (который тоже оказал на него влияние — нетрудно заметить перекличку между финалом «Королевы Марго», где внезапно погибает герой, который ни при каких обстоятельствах не должен погибнуть, и финалом «Игры престолов», где вопреки всем ожиданиям читателей погибает Нед Старк). «Проклятые короли» стали одним из главных источников вдохновения при создании «Песни льда и огня». В 2013 году издательство HarperCollins (то же, которое публикует романы из цикла «Песнь льда и огня») переиздало на английском романы Дрюона с вынесенным на обложку отзывом Мартина: «Это — оригинальная игра престолов!»